# Софроний (Арефьев)
Архиепископ Софроний (в миру Иван Алексеевич Арефьев; 19 марта 1879 — 23 декабря 1937, Краснодар) — епископ Русской православной церкви, архиепископ Краснодарский и Кубанский.

## Биография
Иоанн Алексиев Арефьев родился в семье псаломщика. По одним данным родился в Шадринском уезде Пермской губернии (ныне Курганской области), а другие источники указывают город Новониколаевск (Новосибирск) или Якутск.
Окончил Камышловское духовное училище. В 1899 году окончил Пермскую духовную семинарию.
В 1903 году окончил Московскую духовную академию со степенью кандидата богословия и 16 августа 1903 года назначен помощником инспектора, преподавателем Иркутской духовной семинарии.
28 февраля 1912 года рукоположен в сан священника.
18 сентября 1912 года освобожден от служения в Иркутской духовной семинарии.
С 12 августа 1914 года ректор Иркутской духовной семинарии с возведением в сан протоиерея.
В 1914 году награждён орденом Святого Станислава II степени.
Овдовел. В 1915 году принял монашество с именем Софроний, возведен в сан архимандрита.
В 1916 году находился в Китае с Русской духовной миссией.
10 июня 1919 году хиротонисан во епископа Семиреченского и Верненского. Назначенный на Верненскую кафедру епископ Софроний до места назначения не доехал, будучи назначен на Якутскую кафедру.
С 1920 года — епископ Якутский.
5 февраля 1921 года был арестован по обвинению в участии в контрреволюционном заговоре и руководстве восстанием с целью свержения советской власти. На допросе 10 февраля он, отвечая на обвинение, говорил: «Слишком я утомлен жизнью, чтобы уклоняться в сторону от миссионерских заданий. Никакого я заговора не знал до заключения и никакого разрешения на поставку пулемета не давал, никто не спрашивал моего разрешения сделать сборный пункт в стенах монастыря. В случае удачи контрреволюционного переворота, я стал бы на коленях требовать, что б не проливалась кровь». Опасаясь влияния епископа на народ, чекисты продолжили держать его под арестом.
По обвинению в «контрреволюционном заговоре» Коллегией Якутской губернской ЧК приговорён 13 сентября 1921 года к высылке в Иркутскую ГубЧК для препровождения на распоряжение СибЧК.
13 сентября 1921 года осуждён Коллегией ЯкутГубЧК с формулировкой «участие в контрреволюционном заговоре» (февральском), выслан в Иркутской ГубЧК для препровождения на распоряжение СибЧК. С 5 февраля 1921 по 1 мая 1921 года находился в тюрьме Якутска.
С начала 1922 года управляющий Петропавловским викариатством Омской епархии с оставлением за ним Якутской кафедры.
В середине августа 1922 года на собрании новониколаевского духовенства сообщил о намерении вступить в обновленческое Сибирское церковное управление и вскоре в сопровождении прот. Н. И. Чижова выехал в Томск, где обновленческий раскол оформился уже 1-2 июня того же года. 25 августа 1922 года на заседании Сибирского церковного управления епископ Софроний сделал доклад, в котором высказался о своём лояльном отношении к советской власти, признании
каноничности ВЦУ и Сибирской церкви, а также признании устава «Живой церкви» и коллегиального управления. Вновь присоединившемуся к Сибирскому церковному управлению архиерею была присвоена должность председателя Томского церковного управления. Епископ Софроний подчеркнул необходимость скорейшей борьбы с «реакционным духовенством»

Крупным приобретением для Томской церковной революции является вступление в ряды её борцов Новониколаевского (Новосибирского) епископа Софрония (Арефьева), приглашенного и уже прибывшего на Томскую кафедру.
Новый Томский епископ Софроний в заседании Томского церковного управления определённо заявил о своей лояльности к советской власти… Высшее Церковное управление в Томске епископ Софроний считает каноничным. Он приступил к работе в качестве председателя Томского Церковного управления, и его имя стали поминать за церковным богослужением как архипастыря Томской церкви.
— газета «Красное Знамя» от 19 сентября 1922
В октябре 1922 года, узнав о хиротонии женатого священника Петра Блинова, на губернском съезде духовенства решили прекратить каноническое общение с СибЦУ и отказались признать его высшим церковным органом Сибири. Было решено учредить Сибирскую митрополию для объединения сибирских епархий. В качестве высшего церковного органа было создано Временное церковное управление. Председателем ВЦУ Сибирской митрополии стал епископ Софроний (Арефьев), за что епископы, отделившиеся от СибЦУ, были отправлены на покой.
Советская власть не захотела поддерживать «Церковное возрождение», в которое вошла «самая реакционная часть духовенства с принципами тихоновщины» и уже в декабре 1922 года епископ Софроний «за мошенничество и помощь контрреволюционерам» был арестован в городе Новониколаевске  и приговорён к двум годам лагерей. Срок отбывал на Соловках.
В 1924 году принёс покаяние Патриарху Тихону. Принят в лоно Русской Православной Церкви.
С декабря 1924 года по декабрь 1927 года епископ Архангельский.
14 декабря 1927 года Заместителем Патриаршего Местоблюстителя митрополитом Сергием и Временным Патриаршим Священным Синодом назначен епископ Великоустюжским.
Прибыв в Великий Устюг, столкнулся с епископом Иерофеем (Афониным) и его последователями, которые встали в оппозицию митрополиту Сергию. В связи с этим епископ Софроний убеждал духовенство подчиниться митрополиту Сергию, поминать его имя за богослужением.
24 апреля 1929 года возведён в сан архиепископа.
С 22 марта 1932 года архиепископ Ирбитский, викарий Свердловской епархии.
С 13 февраля 1933 года архиепископ Уфимский.
3 марта 1934 года назначен архиепископом Олонецким и Петрозаводским, но в управление епархией не вступил.
С 11 июня 1934 года архиепископ Ижевский.
С февраля 1936 года — архиепископ Краснодарский и Кубанский. Каждый день служил Литургию, сам читал паремии и подпевал.
22 июня 1937 года арестован. 2 декабря 1937 года постановлением Тройки УНКВД по Краснодарскому краю приговорен к высшей мере за «контрреволюционную агитацию». Расстрелян 23 декабря 1937 года в городе Краснодаре.
Реабилитирован в 1989 году.
Реабилитирован 7 августа 2000 года прокуратурой Республики Саха (Якутии) по приговору от 5 февраля 1921 года.